# Alan Cunningham
El general Sir Alan Cunningham   (Dublín, 1 de maig de 1887 - Royal Tunbridge Wells, 30 de gener de 1983) GCMG KCB DSO MC, fou un oficial de l'Exèrcit britànic, destacat per les seves victòries davant dels italians a la Campanya de l'Àfrica Oriental durant la Segona Guerra Mundial. Era un germà més jove de l'Almirall de la Flota Andrew Browne Cunningham.
Cunningham va néixer a Dublín. Va estudiar al Cheltenham College i a la Royal Military Academy abans de ser oficial a l'exèrcit el 1906. Durant la I Guerra Mundial serví amb l'Artilleria Reial, guanyant una Creu Militar el 1915 i l'Orde del Servei Distingit el 1918. Durant dos anys després de la guerra serví a l'Índia.
El 1937 Cunningham va ser nomenat Comandant de l'Artilleria Reial de la 1a Divisió d'Infanteria. El 1938 va ser promogut a Major General i nomenat comandant de la 5a Divisió antiaèria.
Després de l'esclat de la II Guerra Mundial tingué diversos nomenaments de curta estada al front de divisions d'infanteria al Regne Unit abans de ser promogut a Tinent General per prendre el comandament de les forces britàniques de l'Àfrica oriental a Kenya.
Durant la Campanya d'Àfrica Oriental, el General Archibald Wavell, comandant en cap del Comandament de l'Orient Mitjà Britànic ordenà a Cunningham que reconquerís la Somàlia Britànica i alliberés Addis Abeba (Etiòpia) dels italians, mentre que forces sota el comandament del Tinent General Sir William Platt atacarien des del Sudan, al nord, a través d'Eritrea. L'ofensiva de Cunningham començà amb l'ocupació dels ports de Kismayu (italià: Chisimaio) i Muqdisho (Italià: Mogadiscio), a l'oceà Índic, des d'on els italians s'havien endinsat cap a l'interior de Somàlia. El 6 d'abril de 1941, les forces de Cunningham van entrar a Addis Abeba. L'11 de maig, les unitats de Cunningham situades més al nord, sota el comandament del Brigadier sud-africà Dam Pienaar enllaçarem amb les forces de Platt, sota el comandament del Major General Mosley Mayne per posar setge sobre Amba Alagi. El 20 de maig, Mayne acceptà la rendició de l'exèrcit italià, presentada per Amadeu de Savoia, 3r Duc d'Aosta, a Amba Alagi.
La campanya de Cunningham va ser una acció ràpida que resultà amb la captura de 50.000 presoners i la pèrdua de només 500 homes. L'èxit d'aquesta operació va fer que s'atorgués a Cunningham el comandament del 8è Exèrcit al nord d'Àfrica a l'agost de 1941. La seva tasca més immediata era dirigir l'ofensiva del General Sir Claude Auchinleck pel desert de Líbia, que començà el 18 de novembre; però les baixes inicials van portar-lo a recomanar que l'ofensiva havia d'aturar-se. Aquest avís no va ser acceptat pels seus superiors, i va ser rellevat del comandament. Tornà a Gran Bretanya, on durant la resta de la guerra serví a l'Estat Major i a Irlanda del Nord, i va ser nomenat cavaller el 1941.
Després que finalitzés la II Guerra Mundial va ser promogut a General el 1945 i tornà a l'Orient Mitjà com a Alt Comissionat de Palestina, servint allà entre 1945 i 1948. Durant aquest període, el mandat britànic a Palestina expirà i es proclamà l'Estat Independent d'Israel. També serví com a Coronel Comandant de l'Artilleria Reial fins al 1954.
Cunningham morí a Royal Tunbridge Wells, Kent, Anglaterra el 1983 i està enterrat al cementiri Dean d'Edimburg.

## Condecoracions
Cavaller Gran Creu de l'Orde de Sant Miquel i Sant Jordi (1948)
 Comandant de l'Orde del Bany (1941)
 Orde del Servei Distingit (1918)
 Creu Militar (1915)
 Estrella de 1914
 4 Mencions als Despatxos (1/1/1916, 18/5/1917, 20/5/1915, 6/1/1944)
 Medalla Britànica de la Guerra 1914-20
 Medalla de la Victòria 1914-1918
 Medalla del Servei General (1918)
 Medalla del Servei General a l'Índia
 Estrella de 1939-45
 Estrella d'Àfrica
 Medalla de la Guerra 1939-1945
 Medalla del Jubileu de Plata del Rei Jordi V 1935
 Medalla de la Coronació del Rei Jordi VI 1937
 Orde de l'Estrella Brillant de Zanzibar de 1ª Classe (28/10/1941)
 Comandant de la Legió del Mèrit (1945) (Estats Units)
 Gran Creu de l'Orde de la Corona (Bèlgica)
 Orde de Menelik de 1a Classe (1954) (Etiòpia)